# Andreas Jäckel

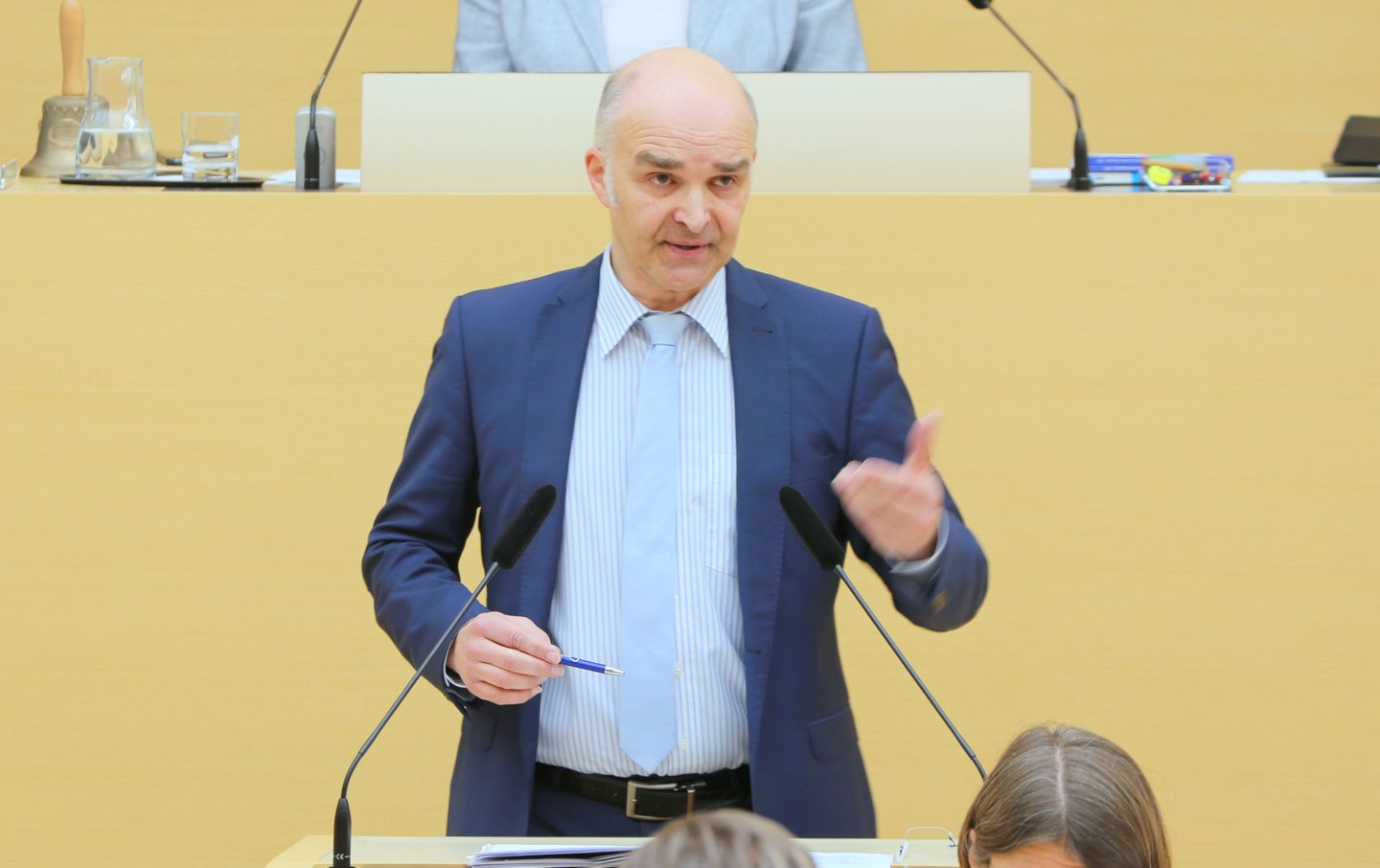
Andreas Jäckel (2019)

Andreas Jäckel (* 24. Juli 1965 in Augsburg) ist ein deutscher Betriebswirt und Politiker der CSU.
Bei der Landtagswahl am 14. Oktober 2018 wurde er als Direktkandidat im Stimmkreis Augsburg-Stadt-Ost in den Bayerischen Landtag gewählt. Jäckel erreichte 30,8 Prozent der Erststimmen. Bei der Landtagswahl 2023 zog er erneut in den Landtag ein. Dort ist Jäckel Mitglied des Ausschusses für Arbeit und Soziales, Jugend und Familie und Mitglied des Ausschusses für Fragen des öffentlichen Dienstes.
Jäckel besuchte von 1975 bis 1984 das Gymnasium bei St. Stephan in Augsburg und schloss dort mit dem Abitur ab. Nach einer Ausbildung zum Bankkaufmann leistete er seinen Grundwehrdienst in Roth und Lechfeld. Anschließend kehrte er zur Kreissparkasse Augsburg zurück und absolvierte 1989 den Lehrgang zum Sparkassenfachwirt, 1992 den zum Sparkassenbetriebswirt.
Er ist seit 1987 Mitglied der CSU, seit 2008 gehört er dem Stadtrat von Augsburg an.
Er ist römisch-katholischer Konfession.